# فقط یک بچه گمشده دیگر
فقط یک بچه گمشده دیگر (انگلیسی: Just Another Missing Kid) فیلمی در ژانر مستند به کارگردانی جان زاریتسکی است که در سال ۱۹۸۱ منتشر شد.